# 一路平安!
『一路平安!』（いちろへいあん）は、小林尽による日本の漫画作品。『別冊少年マガジン』（講談社）にて、2011年6月号より2012年6月号まで連載された。挫折から生きる道を見失った少年と、一本気に我が道を進むミステリアスな外国人美少女とのぎこちない自転車道中を通じ、次第に互いの理解を深め合っていくロードムービー調ラブコメディ漫画。

## あらすじ
大学受験に失敗した浪人生の孔明。自室に引き篭もり、ネットとゲームとアニメ鑑賞に時を費やしながら失意の日々を送っていた。そんな6月のある日、深夜のコンビニにふらりと買い物に出た孔明は、自転車に乗る中国人少女の妙芙と衝突したことがきっかけで道案内をすることになった。しかし、孔明が神宮だと思いこんでいた行先、実は妙芙が言っていたのは「ジンドゥ」、中国語読みで京都のことだった。土地鑑なし、装備無し、自信無しなまま京都への案内役となってしまった孔明の切り札は手持ちのスマートフォンとネット仲間の情報網、そして妙芙にいいところを見せたい意気地のみ。しかし妙芙も日本の地理どころかパスポートも持たぬまま日本に来たという。

## 登場人物
音羽 孔明（おとわ こうめい）
主人公の浪人生。ボサボサ頭と眼鏡、太い眉が特徴的な18歳。東京都早稲田在住。自転車はごく普通の軽快車を日常の足に使う。かつては皆が認める秀才であったが、大学受験にことごとく落ちて以来劣等感に苛まれ、再起の意志を持てぬまま無為な日々を過ごしていた折、偶然に出会った妙芙に強い興味を持ったことがきっかけで、無謀にも単独で彼女の旅の案内役を引き受ける。
知的で気は優しいが、克服しきれぬ挫折感から、引っ込み思案で自虐的な言動が多い性格。しかしのっぴきならぬ旅の中で妙芙の気丈さと行動力に惹かれつつ、次第に気概を取り戻していく。引き篭もりのころにネット経由で中国語翻訳版のアニメをよく見ていたため、中国語には多少の理解があるが、基本的にはかなりしどろもどろ。知識は豊富だが経験に基づいた根拠に乏しいため旅には全く不慣れで、行く先々での行動には頼りないところが多いが、妙芙の危なっかしい行動をフォローする形でどうにか乗り切る。
名古屋の鰻屋でついに妙芙に自らの好意を打ち明け、「京都に着くまで」という条件付きで受け入れられる。短い時間であっても彼女が出来たことを素直に喜び、妙芙が認めるほど中国語を覚えていく。それにつれ、少しずつ「旅の終わり」を実感している様子。
妙芙（ミャオフ）
ヒロインの中国人美少女。黒髪ロングの髪型で長身、長くしなやかな手足が特徴的。年齢は不明だが、孔明とはさほど差はないと思われる。
ロードバイクに乗って東京から京都に向かう途中、孔明に出会う。彼の名が諸葛孔明と同じであることと、にわか覚えの中国語からとりあえず信用し、旅の道連れにする。
性格は天真爛漫で人見知りせず、好奇心旺盛で向こう見ずな行動派だが、気が強く口より先に手が出る方で、行動はかなり大雑把な上にマイペース。日本語もたどたどしく、日本についての知識も疎いが、それゆえに深く知ろうとする探究心と意志の強さを持つ。素性や旅の目的については不明な点も多く、何かわけありな感を匂わせるが、ブラックカードを持っており、実家はかなり裕福であることがうかがえる。
名古屋の鰻屋でついに孔明に自らへの好意を打ち明けられ、「京都に着くまで」との条件付きで受け入れた。
音羽 梨紗（おとわ りさ）
孔明の妹。兄と同じく眼鏡をかけている高校生。性格は兄とは対照的に明朗で率直。兄に対してはざっくばらんで、さほど深刻には考えていない様である。

## 書誌情報
- 小林尽 『一路平安!』 講談社〈講談社コミックス〉、全2巻

1. 2011年11月9日第1刷発行（同日発売） ISBN 978-4-06-384576-1
2. 2012年6月8日第1刷発行（同日発売） ISBN 978-4-06-384683-6

## その他
- 小林尽の前々作である『スクールランブル』と同様に「柱コメント」があり、また同作のキャラクターがカメオ出演している。
- 『週刊少年マガジン』2011年44号には出張読み切りとして特別編が掲載された[1]。